# Liste der Bodendenkmäler in Bischofswiesen

Wappen von Bischofswiesen

Auf dieser Seite sind die Bodendenkmäler in der oberbayerischen Gemeinde Bischofswiesen zusammengestellt. Diese Tabelle ist eine Teilliste der Liste der Bodendenkmäler in Bayern. Grundlage ist die Bayerische Denkmalliste, die auf Basis des Bayerischen Denkmalschutzgesetzes vom 1. Oktober 1973 erstmals erstellt wurde und seither durch das Bayerische Landesamt für Denkmalpflege geführt wird. Die folgenden Angaben ersetzen nicht die rechtsverbindliche Auskunft der Denkmalschutzbehörde.

## Bodendenkmäler der Gemeinde Bischofswiesen

### Bodendenkmäler in der Gemarkung Bischofswiesener Forst
| Lage                                                              | Objekt | Akten-Nr.     | Bild |
| ----------------------------------------------------------------- | --- | ------------- | ---- |
| Bischofswiesener Forst (Standort)                                 | Spätmittelalterliche Vorbefestigung des Burgstalls Hagenfels. Siehe auch: Spätmittelalter                                                                                                | D-1-8243-0140 |      |
| Bischofswiesener Forst (Standort)                                 | Burgstall des späten Mittelalters (Hagenfels) mit anschließenden Außenwerken und Sperranlagen. Siehe auch: Burgstall                                                                     | D-1-8243-0141 |      |
| Bischofswiesener Forst westlich Bahnübergang Hallthurm (Standort) | Burgstall des hohen und späten Mittelalters (Althaus). | D-1-8243-0144 |      |
| Bischofswiesener Forst (Standort)                                 | Spätmittelalterliche Vorbefestigung des Burgstalls Hagenfels. | D-1-8243-0145 |      |
| Bischofswiesener Forst Talsperre Hallthurm (Standort)             | Untertägige mittelalterliche und frühneuzeitliche Befunde im Bereich der teilweise abgegangenen Talsperre Hallthurm mit vorgelagerten Wall- und Grabenanlagen. Siehe auch: Frühe Neuzeit | D-1-8243-0146 |      |

### Bodendenkmäler in der Gemarkung Bischofswiesen
| Lage                                          | Objekt                                                                      | Akten-Nr.     | Bild |
| --------------------------------------------- | --------------------------------------------------------------------------- | ------------- | ---- |
| Bischofswiesen Schusterbistlweg 11 (Standort) | Siedlung oder Jagdstation des Jungneolithikums. Siehe auch: Jungneolithikum | D-1-8343-0009 |      |